# Drittsendelizenz
Eine Drittsendelizenz soll nach dem deutschen Rundfunkstaatsvertrag senderunabhängigen Rundfunk-Veranstaltern Sendeplätze in Fernsehkanälen sichern und dadurch helfen, die Meinungsvielfalt sicherzustellen (binnenpluralistisches Modell). Grundlage dafür ist, dass ab einem durchschnittlichen Zuschaueranteil von 30 % vermutet wird, dass eine „vorherrschende Meinungsmacht“ existiert. Daher muss ab einem durchschnittlichen Zuschaueranteil von 10 % eine wöchentliche Sendezeit von mindestens 260 Minuten unabhängigen Dritten zur Verfügung gestellt werden.
Drittsendelizenznehmer sind zum Beispiel AZ Media oder dctp mit Spiegel TV und Stern TV beim Privatsender RTL. Diese erhalten in der Regel feste, regelmäßig wiederkehrende Sendeplätze (Fensterprogramme) in den Programmen privater Fernsehveranstalter, für welche sie selbst die volle inhaltliche Verantwortung tragen.